# Hesychotypa
Hesychotypa is een kevergeslacht uit de familie van de boktorren (Cerambycidae). De wetenschappelijke naam van het geslacht werd voor het eerst geldig gepubliceerd in 1868 door Thomson.

## Soorten
Hesychotypa omvat de volgende soorten:
- Hesychotypa ableptema Martins & Galileo, 1990
- Hesychotypa aeropa Dillon & Dillon, 1945
- Hesychotypa aotinga Martins & Galileo, 2008
- Hesychotypa balia Martins & Galileo, 2009
- Hesychotypa bimaculata Dillon & Dillon, 1945
- Hesychotypa cedestes Dillon & Dillon, 1945
- Hesychotypa colombiana Martins & Galileo, 1990
- Hesychotypa crocea Dillon & Dillon, 1945
- Hesychotypa dola Dillon & Dillon, 1945
- Hesychotypa fernandezi Martins & Galileo, 1999
- Hesychotypa heraldica (Bates, 1872)
- Hesychotypa jaspidea (Bates, 1865)
- Hesychotypa lirissa Dillon & Dillon, 1945
- Hesychotypa liturata (Bates, 1865)
- Hesychotypa maculosa (Bates, 1865)
- Hesychotypa magnifica Martins & Galileo, 2007
- Hesychotypa maraba Martins & Galileo, 2007
- Hesychotypa miniata Thomson, 1868
- Hesychotypa morvanae Audureau, 2012
- Hesychotypa nyphonoides (Pascoe, 1859)
- Hesychotypa punctata Martins, 1979
- Hesychotypa subfasciata Dillon & Dillon, 1945
- Hesychotypa turbida (Bates, 1880)